# Casian Bohatireț
Casian Dimitrievici Bohatireț (sau Bogatireț, Bohatereț) (n. 5 noiembrie 1868, Costești, Ducatul Bucovinei, Austro-Ungaria – d. 28 iulie 1960, Cernăuți, RSS Ucraineană, URSS) a fost un preot ortodox din Bucovina. Un lider al comunității rutene, acesta a avut neînțelegeri cu regimul Austro-Ungar, sprijinind o unire formală a Bucovinei cu România, dorind totuși ca regiunea să-și păstreze o autonomie. El s-a luptat pentru drepturile minorității rutene vorbitoare de limba română, nedorind asimilarea acesteia cu cea rusofonă, devenind chiar și membru al Bisericii Ortodoxe Române. O dată cu venirea la putere a legionarilor, acesta a întâmpinat iar probleme, fiind nevoit să se alieze cu Biserica Ortodoxă Rusă. O dată cu ocuparea Bucovinei de Nord de către sovietici, Bohatireț nu s-a refugiat în România, spre deosebire de ceilalți prelați, preferând să rămână în URSS. Inițial s-a înțeles cu sovieticii, dar a fost marginalizat din nou, definitiv, în 1949. 